# Walt Disney Imagineering
A Walt Disney Imagineering (também conhecida como WDI ou simplesmente Imagineering) é o braço de design e desenvolvimento da The Walt Disney Company, responsável pela criação e construção dos parques temáticos Disney em todo o mundo. Fundada por Walt Disney para supervisionar a produção da Disneyland, ela era originalmente conhecida como WED Enterprises, das iniciais de "Walter Elias Disney", o nome completo do fundador da empresa.
O termo Imagineering, um portmanteau, foi introduzido na década de 1940 pela Alcoa para descrever sua mistura de imaginação e engenharia e foi usada pela Union Carbide em uma revista em 1957, com um artigo de Richard F Sailer chamado BRAINSTORMING IS IMAGINation engINEERing (Brainstorm é engenharia da imaginação). A Disney solicitou os direitos de propriedade do termo em 1967, alegando que o usou pela primeira vez em 1962.
A Imagineering é responsável pelo projeto e construção dos parques temáticos, cruzeiros e outros locais de entretenimento da Disney em todos os níveis do desenvolvimento do projeto. Os imagineers possuem uma ampla variedade de habilidades e talentos, com mais de 140 títulos diferentes de cargos sendo dados aos imagineers, incluindo ilustradores, arquitetos, engenheiros, designers de luzes, roteiristas, designers gráficos entre outros. A maioria dos imagineers trabalham na sede da empresa em Glendale (Califórnia), mas geralmente são deslocados para filiais dentro dos parques temáticos por longos períodos de tempo.

## Princípios
Os imagineers são governados por alguns princípios chaves quando desenvolvem novos conceitos e melhoram as atrações já existentes. Geralmente novos conceitos e melhoramentos são criados para suprir necessidades específicas. Muitas soluções brilhantes para problemas são criadas desta forma, assim como o veículo da atração Soarin' Over California. Os imagineers sabiam que eles queriam que os visitantes experimentassem a sensação de voo, mas não sabiam como carregar as pessoas no veículo de uma maneira eficiente para que todos tivessem uma vista boa. Um dia, um imagineer encontrou uma máquina em seu sótão e foi capaz de visualizar e projetar um veículo que efetivamente simulasse um para-quedas.
Os imagineers também são conhecidos por terem ideias para atrações e shows que, por qualquer razão, nunca se tornaram realidade. Essas ideias são geralmente retrabalhadas e aparecem em diversas formas – como o Museu do Esquisito, um museu de cerca proposto que posteriormente se tornou a Haunted Mansion.
Finalmente, há o princípio da “especulação do céu azul”, um processo no qual os imagineers geram ideias sem limitações. O costume na imagineering era de iniciar o processo criativo com o que é chamado de “eyewash” – a melhor, mais ousada e mais selvagem ideia que alguém pode ter apresentada com detalhes absolutamente convincentes. Muitos imagineers consideram este como o verdadeiro início do processo de design e trabalham sob a noção de que o que pode ser sonhado pode ser construído.
Os imagineers estão sempre em busca de melhorar seu trabalho – o que Walt chamava de “plussing.” Ele acreditava firmemente que a “Disneyland nunca será concluída enquanto houver imaginação no mundo”, significando que há sempre espaço para inovações e melhoramentos. A imagineering também criou muitas ideias que nunca foram percebidas, embora algumas, como o Country Bear Jamboree, ganharam vida de uma forma ou de outra mais tarde.

## Inovações
Com o passar dos anos, a Walt Disney Imagineering obteve mais de 115 patentes em áreas como sistemas de atrações, efeitos especiais, tecnologia interativa, entretenimento ao vivo, fibra ótica e sistemas avançados de áudio. A WDI é responsável por avanços tecnológicos como a técnica de filmagem Circle-Vision 360 e o sistema de filas virtuais FastPass.
A Imagineering é talvez mais conhecida por seu desenvolvimento de audioanimatrônica, uma forma de robótica criada para ser usada em shows e atrações nos parques temáticos que permitia a Disney animar coisas em três dimensões ao invés de apenas duas. A ideia surgiu da fascinação de Disney por um pássaro mecânico que ele comprou em New Orleans, que posteriormente levou ao desenvolvimento da atração The Enchanted Tiki Room. A Tiki Room, que contava com pássaros audioanimatrônicos cantando, foi o primeiro uso desta tecnologia. A Feira Mundial de Nova Iorque de 1964-65 contou com uma figura audioanimatrônica de Abraham Lincoln que ficava de pé e falava parte do discurso de Gettysburg (que por coincidência era seu centenário na época) na exibição “Grandes Momentos com o Sr. Lincoln”, a primeira figura humana audioanimatrônica.
Hoje, a audioanimatrônica é apresentada em muitas atrações populares da Disney, incluindo Pirates of the Caribbean, The Haunted Mansion, The Hall of Presidents, Country Bear Jamboree, Star Tours—The Adventures Continue e Muppet*Vision 3D. Os visitantes também têm a oportunidade de interagir com alguns personagens audioanimatrônicos, como Lucky the Dinosaur, WALL-E, e Remy de Ratatouille. A onda seguinte do desenvolvimento da audioanimatrônica focou em figuras completamente independentes, ou “autonomatrônica”. Otto, a primeira figura autonomatrônica, é capaz de ver, ouvir, sentir a presença de uma pessoa, ter uma conversa e até mesmo sentir e reagir às emoções dos visitantes.

## A arte do show
Com o passar dos anos, a Imagineering concebeu uma grande variedade de lojas, galerias e hotéis que foram projetados para serem experimentados e para criar e manter um clima muito específico – por exemplo, o clima do Disney's Contemporary Resort poderia ser chamado de “o otimismo futurista”, que é aparante na estrutura em A do resort, técnicas futuristas de construção, decoração moderna e o monotrilho que atravessa silenciosamente o lobby de minutos em minutos. Juntos, esses detalhes se combinam para contar a história do hotel.
A Imagineering é, antes de tudo, uma forma de contar histórias, sendo que visitar um parque temático da Disney deveria ser como entrar em um show. Os temas, a atmosfera e a atenção ao detalhes são as marcas da experiência Disney. O clima é distinto e identificável, a história é definida pelos detalhes e adereços. O Pirates of the Caribbean evoca uma “aventura pirata jovial”, de acordo com a lenda da Imagineering John Hench, enquanto os navios do Disney Cruise Line criam uma atmosfera marinha elegante. Mesmo as lojas e restaurantes nos parques temáticos contam histórias. Todo detalhe é cuidadosamente considerado, dos menus e nomes dos pratos às roupas dos funcionários. Os parques da Disney deveriam ser experimentados através de todos os sentidos – por exemplo, à medida que os visitantes andam pela Main Street, U.S.A. eles provavelmente sentem o cheiro de cookies recém-assados, um pequeno detalhe que desenvolve a história da pequena cidade americana da virada do século.
A história dos parques temáticos da Disney é geralmente contada visualmente, sendo que os Imagineers projetam a experiência do visitante no que eles chamam de “A Arte do Show”. Hench gostava de comparar o projeto de um parque temático ao processo de fazer um filme, geralmente usando técnicas de filmagem nos parques da Disney, como a técnica de perspectiva forçada. A perspectiva forçada é uma técnica de design na qual o designer brinca com a escala de um objeto a fim de afetar a percepção do observador quanto ao tamanho do objeto. Um dos exemplos mais dramáticos de perspectiva forçada nos parques da Disney é o Castelo da Cinderela. A escala dos elementos arquitetônicos é muito menor nos andares superiores do castelo comparados com o térreo, fazendo ele parecer muito mais alto do que sua altura de 57 metros.

## Projetos de parques temáticos
Desde a criação em 1952, a Walt Disney Imagineering criou onze parques temáticos, uma cidade, quatro navios de cruzeiro, dezenas de hotéis de resort, parques aquáticos, shopping centers, complexos esportivos e vários locais de entretenimento. Fora dos parques temáticos, uma reestruturação completa das Disney Stores foi planejada em 2009 com a ajuda de Steve Jobs, da Apple. A Disney esperava sair do modelo tradicional de varejo para um modelo de entretenimento mais interativo.
Em meados de julho de 2009, plantas e artes conceito para uma expansão da Fantasyland surgiram na internet e a Disney confirmou os rumores na D23 Expo de setembro em Anaheim, Califórnia. Alguns aspectos da reestruturação abririam em 2012 e ela foi concluída em 2013, com a inclusão da Seven Dwarfs Mine Train e Princess Fairytale Hall. A expansão, que dobrou o tamanho da Fantasyland, teve como foco as princesas da Disney. Bela, Ariel e Branca de Neve todas têm seções dedicadas dentro da terra onde os visitantes podem experimentar sessões de encontro com personagens altamente interativas em ambientes imersivos. Há dois novos restaurantes, o serviço de mesa Be Our Guest Restaurant no Castelo da Fera e o serviço rápido Gaston’s Tavern. A área atual Ariel's Grotto foi expandida para incluir uma nova atração chamada The Little Mermaid: Ariel's Undersea Adventure. No meio da expansão, uma nova atração Seven Dwarfs Mine Train foi aberta em 28 de maio de 2014, contando com um novo sistema que permite aos carrinhos balançar para frente e para trás. O Snow White's Scary Adventures foi substituído pelo Princess Fairytale Hall, onde Cinderela, Tiana, Branca de Neve, Jasmine, Rapunzel, Aurora, Mulan, Anna e Elsa se encontram com os visitantes, aberto em 18 de setembro de 2013. A expansão também conta com uma versão atualizada da atração do Dumbo com uma capacidade dobrada e um sistema de filas interativa, bem como uma versão retematizada da Goofy's Barnstormer conhecida como "The Great Goofini".

### Projetos atuais da Imagineering
| Projeto                   | Paque/Resort            | Data de abertura  |
| ------------------------- | ----------------------- | ----------------- |
| Stitch Encounter          | Tokyo Disneyland        | Primavera de 2015 |
| Shanghai Disneyland       | Shanghai Disney Resort  | Fim de 2015       |
| Iron Man Experience       | Hong Kong Disneyland    | Outono de 2016    |
| Atração de Frozen         | Epcot                   | Início de 2016    |
| Pandora - World of Avatar | Disney's Animal Kingdom | 2017              |

## Outros projetos
Os Imagineers têm sido demandados por muitas outras divisões da Walt Disney Company bem como sendo contratados por outras firmas para projetar e construir estruturas fora dos parques temáticos.
- A primeira loja Disney Store aberta em Glendale, Califórnia, próximo à sede da Imagineering, e foi projetada e construída por um grupo de Imagineers arquitetos.
- Projeto e construção do Disney Dream e do Disney Fantasy da Disney Cruise Line
- Design gráfico e de ambiente para a Disney Cruise Line e a DCL's Castaway Cay
- A Imagineering cooperou com a Walt Disney Consumer Products em mais quatro ocasiões para as Disney Stores. Primeiro, a WDI desenvolveu a Walt Disney Gallery no Main Place Mall em Santa Ana (Califórnia) (aberto por um curto período de tempo na década de 1990, próximo à Disney Store ainda em funcionamento) e a Disney Store com temática romana do The Forum Shops at Caesars em Las Vegas. Mais duas lojas temáticas da Disney Store foram abertas em San Francisco, Califórnia e na cidade de Nova Iorque – esta sendo desenvolvida em uma World of Disney.
- Após a aquisição das Disney Stores pela The Children's Place em 2004, a Disney desenvolveu uma rede mais exclusiva de Disney Stores chamada de World of Disney. Localizada em Lake Buena Vista, Flórida (no Walt Disney World Resort), Anaheim, Califórnia (no Disneyland Resort) e em Nova Iorque (atualmente fechada). Todas elas foram projetadas pela Walt Disney Imagineering. Uma quarta unidade da marca "World of Disney"  foi criada na Disney Village na Disneyland Paris em 2012.
- A Imagineering projetou o protótipo de centro de diversão familiar interativo de 2 200 m² 'Club Disney' em Thousand Oaks, Califórnia. Ela foi a primeira de várias l Disney Location Based Entertainment (LBE) de meados da década de 1990 que posteriormente foram fechadas.
- Outro produto Location Based Entertainment projetado pela Imagineering foi o DisneyQuest, um fliperama de alta tecnologia e realidade virtual com cerca de 7 400 m² localizado na Disney Village (agora conhecido como Disney Springs, West Side) em Lake Buena Vista, Flórida. O DisneyQuest possui áreas temáticas chamadas de Score, Explore, Create e Replay. O DisneyQuest em Chicago não existe mais.
- O Ex-Vice-Presidente da Imagineering John Hench projetou a "Tower of Nations" (Torres das Nações) para a cerimônia de abertura e encerramento dos Jogos Olímpicos de Inverno de 1960, nos quais Walt Disney era Presidente de Honra do Comitê.
- A Imagineering projetou galerias e exibições para o Museu Autry de Cultura Ocidental em Los Angeles, Califórnia.
- A Imagineering desenvolveu o Encounter Restaurant, uma reformulação ao estilo da ficção científica do restaurante suspenso no topo de arcos parabólicos do Theme Building no Aeroporto Internacional de Los Angeles.
- A Imagineering fabricou uniformes de comissários de bordo para a Northwest Airlines a partir de designs de Claude Montana em 1989 devido, em parte, ao fato de que o então CEO da Northwest Al Checchi também era membro do conselho da The Walt Disney Company. Os uniformes feitos pela WDI duraram apenas até 1992.
- Quando a Disney adquiriu a ABC, os imagineers remodelaram os Times Square Studios da ABC na cidade de Nova Iorque.
- A Imagineering projetou exibições para o museu infantil Port Discovery em Inner Harbor in Baltimore, Maryland.
- A Imagineering projetou o show "Below Deck" que exibia a batalha final de Blackbeard como parte do Museu dos Piratas e Tesouros em St. Augustine, Flórida.
- Quando a Disney adquiriu os California Angels, eles renomearam o time para Anaheim Angels, e a Walt Disney Imagineering e a HOK Sport renovaram o Estádio de Anaheim de 30 anos, incluindo instalações modernas.

### Localizações corporativas
Desde a década de 1960, a sede da Imagineering situava-se em um prédio de escritórios no antigo local do Aeroporto Grand Central em Glendale, Califórnia, cerca de 3,2 km a leste da sede corporativa e estúdios da Disney em Burbank, Califórnia.
Há dois escritórios filiais no Walt Disney World Resort. Há também filiais em:
- Epcot e Disney's Hollywood Studios, Walt Disney World Resort
- Prédio da administração do Tokyo Disney Resort, Tokyo Disney Resort
- A antiga filial da  WDFA, Disneyland Resort Paris
- Escritório Walt Disney Imagineering Hong Kong, Hong Kong Disneyland Resort
- Escritório Walt Disney Imagineering Disneyland, Disneyland
- Walt Disney Imagineering Germany GmBH, Meyer Werft Papenburg, Alemanha